# Comunicat de Praga
El Comunicat de Praga va sorgir arran de la cimera de ministres d'educació, responsables del procés de convergència cap a l'Espai Europeu d'Ensenyament Superior, celebrada a Praga (Txèquia) el 19 de maig de 2001. En posteriors reunions, es perfilen més canvis i s'hi afegeixen més estats, com Comunicat de Berlín 2003, i Comunicat de Bergen 2005), encara que el ritme d'implantació és desigual entre els diferents signants.